# Usnea esperantiana
Usnea esperantiana är en lavart som beskrevs av P. Clerc. Usnea esperantiana ingår i släktet Usnea och familjen Parmeliaceae.   Inga underarter finns listade i Catalogue of Life.